# Manikin
Manikin is een bestuurslaag in het regentschap Timor Tengah Utara van de provincie Oost-Nusa Tenggara, Indonesië. Manikin telt 988 inwoners (volkstelling 2010).